# Colletes speculiferus
Colletes speculiferus är en biart som beskrevs av Cockerell 1927. Colletes speculiferus ingår i släktet sidenbin, och familjen korttungebin. Inga underarter finns listade i Catalogue of Life.

## Beskrivning
Ett tämligen litet bi med en kroppslängd på drygt 8 mm, och främre (största) vingarnas längd omkring 6 mm. Kroppens basfärg är övervägande svart, men främre delen av käkarna är röda, munskölden rödorange och sidorna på andra sterniten (undersidans bakkroppssegment) ljust rödbruna. Ögonen är bruna. Huvud och mellankropp hos hanen har kraftig, blekgul hårväxt på ovansidan, medan hårväxten på sidorna är gråvit. Honan har liknande päls, men på mellankroppens ovansida är den mörkare gul. På bakkroppen har arten fem täta, blekgula hårband.

## Ekologi
Arten är en generalist beträffande födoväxter, och flyger till blommande växter som sumaksläktet, vild morot, korgblommiga växter som astersläktet, gullrissläktet, kvastgullrissläktet och Pluchea samt slideväxter som trampörter.

## Utbredning
Utbredningsområdet omfattar östra och mellersta USA från Atlantkusten till Nebraska och Texas.
I den ursprungliga beskrivningen angav Cockerell att de undersökta exemplaren (en hona och två hanar) skulle ha insamlats i norra Japan 1910, men det har senare ifrågasatts om den ursprungliga insamlaren verkligen fångat dem i Japan, och Colletes speculiferus betraktas inte längre som en japansk art.

## Bildgalleri

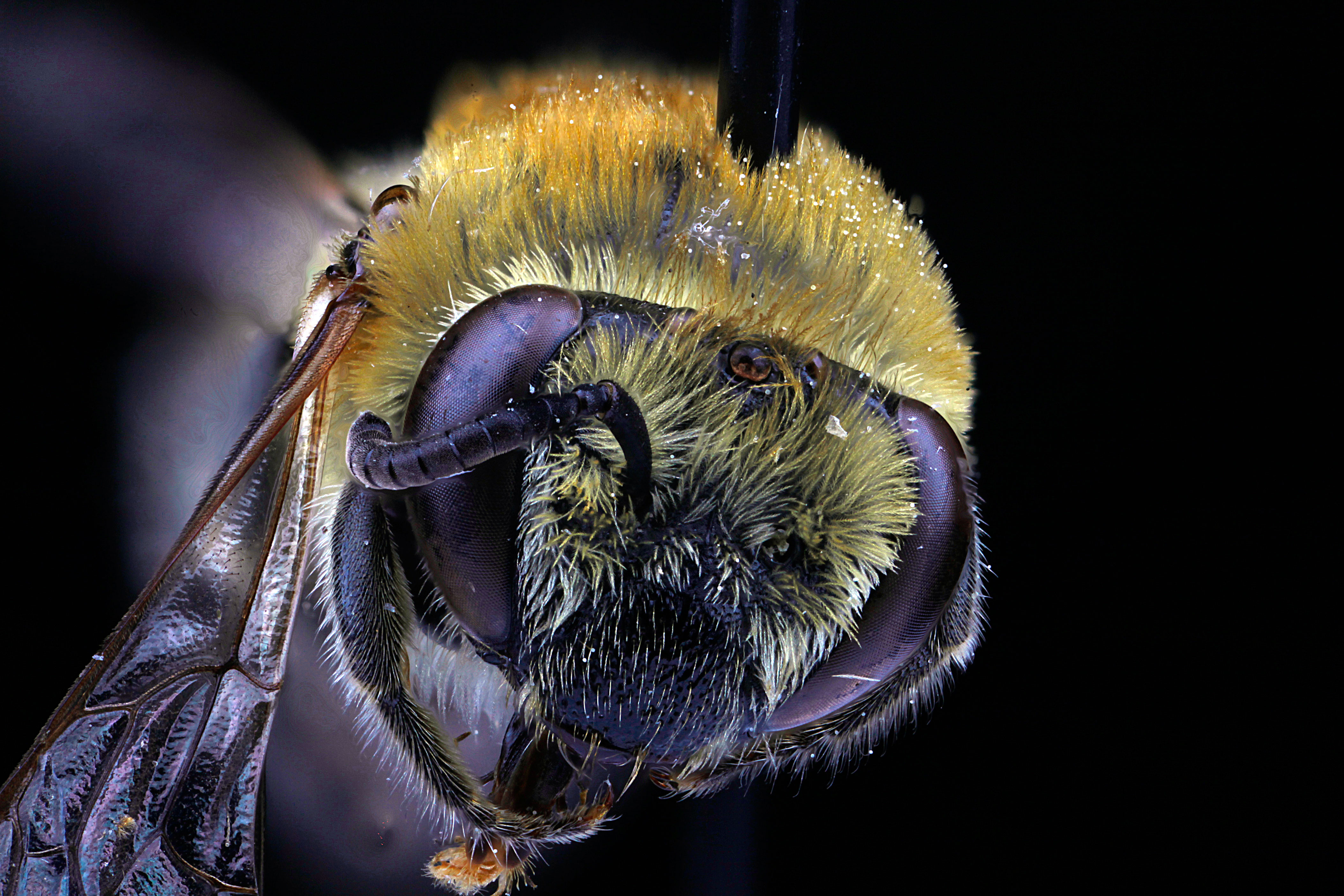
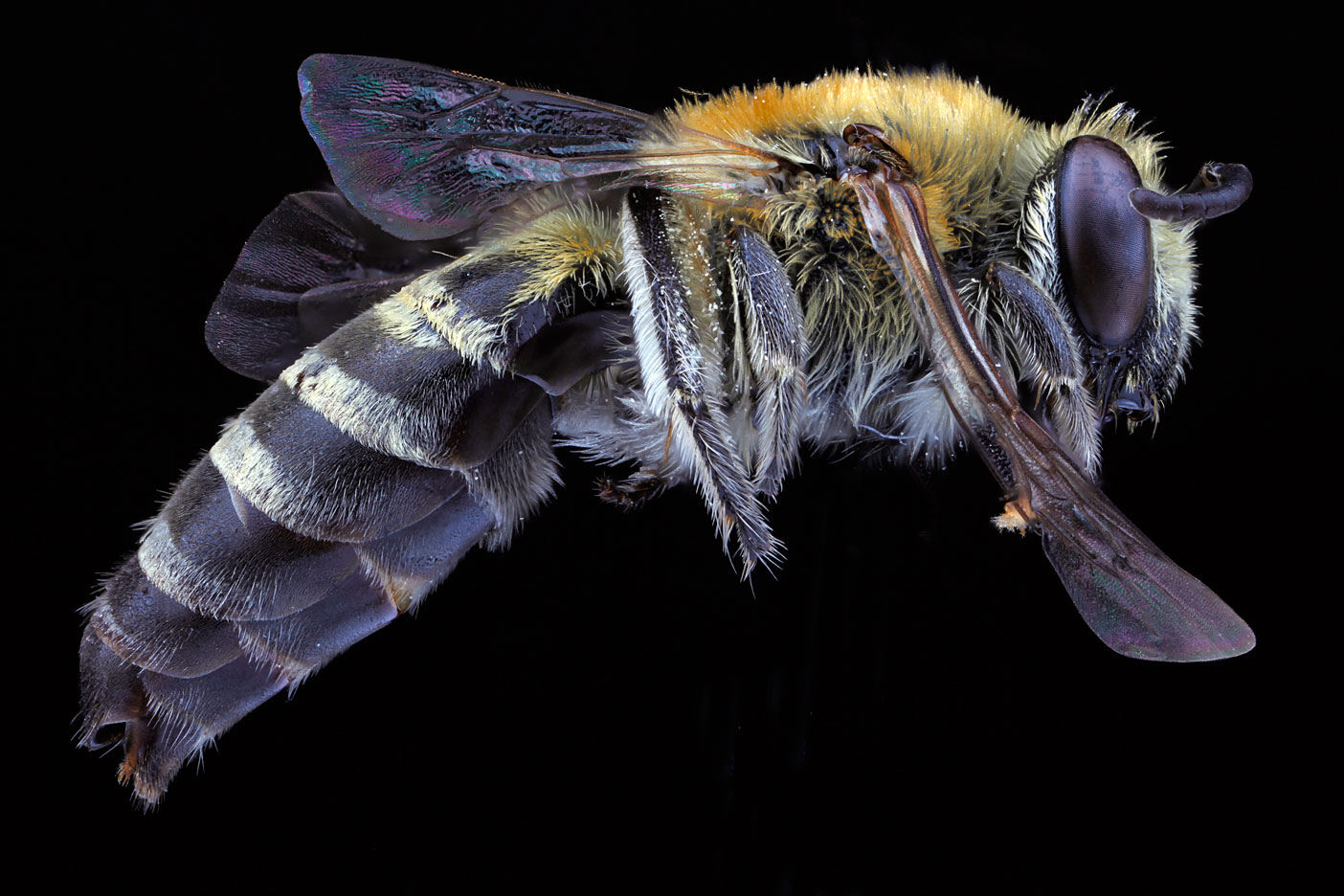
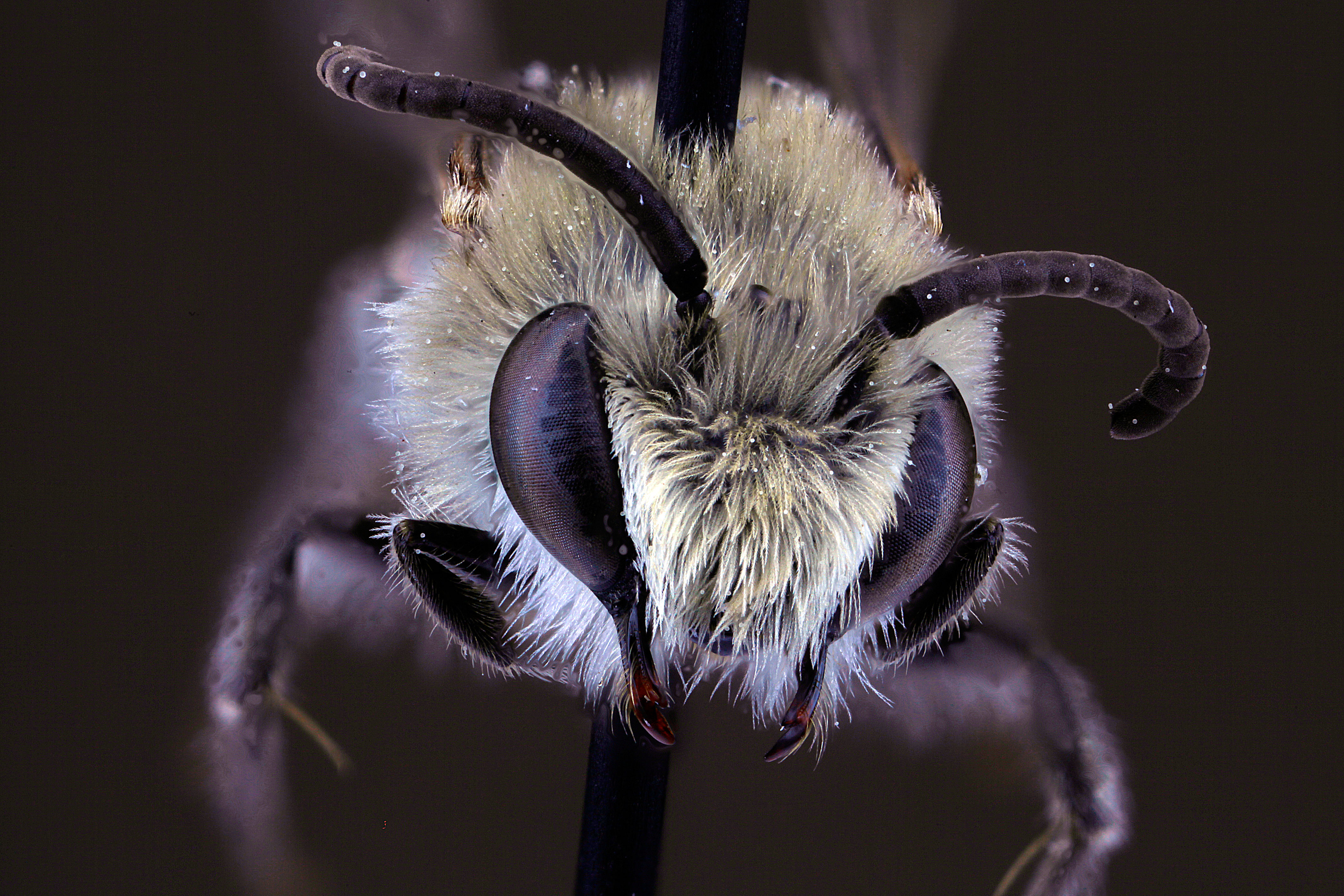
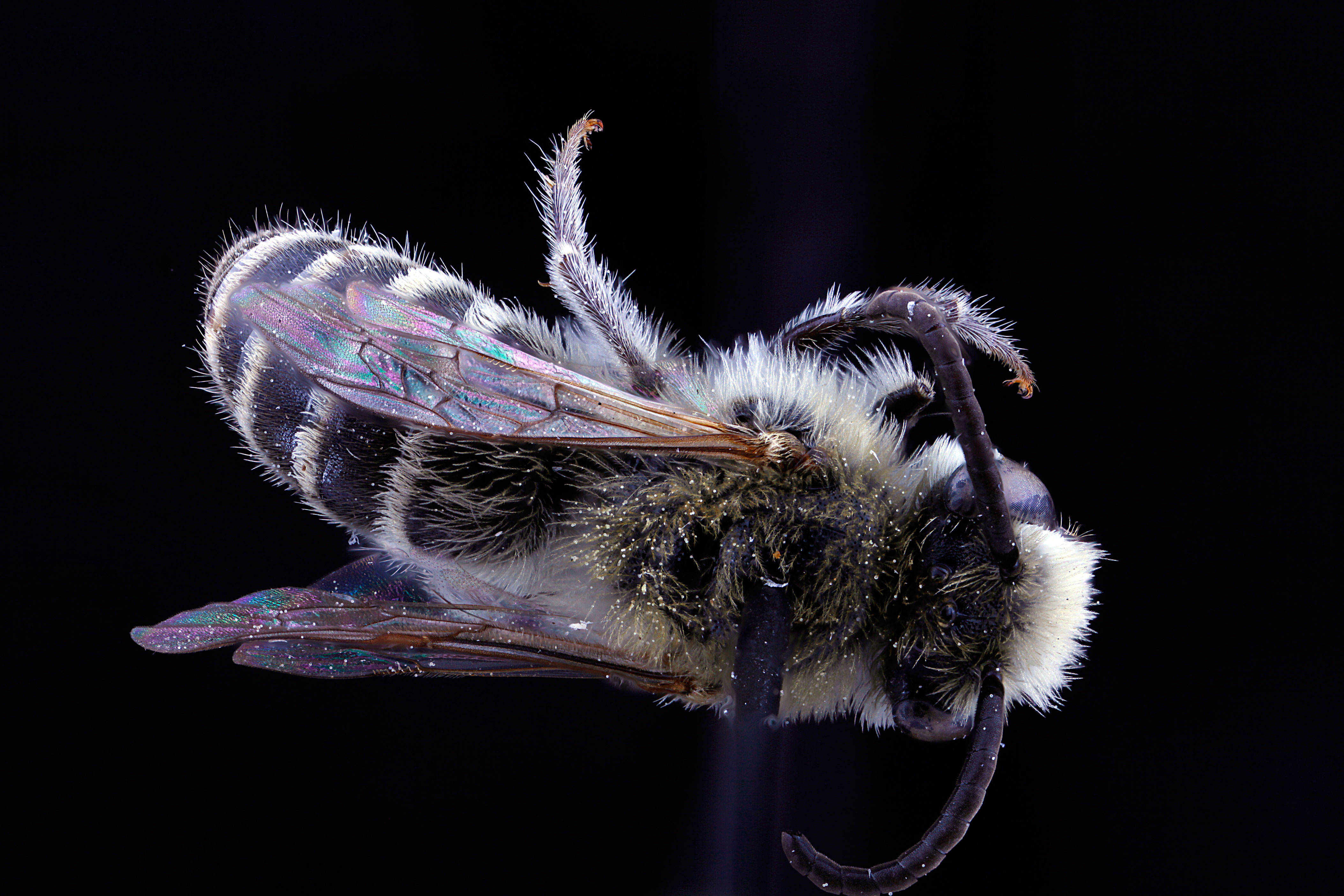